# Seznam medailistek na mistrovství světa v biatlonu – družstvo
Seznam medailistů na mistrovství světa v biatlonu ze štafet žen představuje chronologický přehled stupňů vítězů ve štafetách žen na mistrovství světa konaného pravidelně od roku 1989 do roku 1998.

## Družstva - běh
| Rok a místo         | Zlato                                                                             | Stříbro                                                                         | Bronz                                                                      |
| ------------------- | --------------------------------------------------------------------------------- | ------------------------------------------------------------------------------- | -------------------------------------------------------------------------- |
| 1989 Feistritz      | Natalija Prikosčikovová Světlana Davidovová Luiza Čerepanová Jelena Golovinová    | Synnøve Thoresen Elin Kristiansen Anne Elvebakk Mona Bollerud                   | Inga Kesper Daniela Hörburger Dorina Pieper Petra Schaaf                   |
| 1990 Oslo           | Jelena Bazevičová Jelena Golovinová Světlana Paramyginová Světlana Davidovová     | Irene Schroll Daniela Hörburger Inga Kesper Petra Schaaf                        | Nadezda Aleksieva Iva Škodrevová Maria Manolova Zvetanka Krastevová        |
| 1991 Lahti          | Jelena Bělovová Jelena Golovinová Světlana Paramyginová Světlana Davidovová       | Maria Manolovová Silvana Blagojevová Nadezda Aleksieva Iva Škodrevová           | Synnøve Thoresen Signe Trosten Hildegunn Fossen Unni Kristiansen           |
| 1992 Novosibirsk    | Petra Bauer Petra Schaaf Uschi Disl Inga Kesper                                   | Jelena Bělovová Inna Šeškilová Anfisa Rezcovová Světlana Pečerská               | Gabriela Sůvová Eva Háková Jana Kulhavá Jiřina Adamičkova                  |
| 1993 Borowec        | Nathalie Beausire Delphyne Heymann Anne Briand Corinne Niogret                    | Natalia Permiakovová Natalia Sučevová Natalia Ryženkovová Světlana Paramigynová | Zofia Kiełpińska Krystyna Liberda Anna Stera Helena Mikołajczyk            |
| 1994 Canmore        | Natalia Permiakovová Natalia Ryženkovová Irina Kokouevová Světlana Paramigynová   | Ann-Elen Skjelbreid Åse Idland Annette Sikveland Hildegunn Fossen               | Emmanuelle Claret Nathalie Beausire Corinne Niogret Véronique Claudel      |
| 1995 Anterselva     | Elin Kristiansen Annette Sikveland Gunn Margit Andreassen Ann-Elen Skjelbreid     | Kathi Schwaab Simone Greiner-Petter-Memm Uschi Disl Petra Behle                 | Emmanuelle Claret Véronique Claudel Anne Briand Corinne Niogret            |
| 1996 Ruhpolding     | Katrin Apel Simone Greiner-Petter-Memm Uschi Disl Petra Behle                     | Nina Lemešová Olena Petrovová Teťjana Vodopjanovová Olena Zubrilovová           | Emmanuelle Claret Anne Briand Florence Baverel Corinne Niogret             |
| 1997 Brezno-Osrblie | Annette Sikveland Ann-Elen Skjelbreid Liv Grete Skjelbreid Gunn Margit Andreassen | Olga Romasko Anna Volkovová Naděžda Talanovová Olga Mělníková                   | Olena Petrovová Olena Zubrilovová Valentina Cerbeová Teťjana Vodopjanovová |
| 1998 Hochfilzen     | Anna Volkovová Olga Romasko Světlana Išmouratovová Albina Achatovová              | Hildegunn Fossen Annette Sikveland Ann-Elen Skjelbreid Liv Grete Skjelbreid²    | Katja Holanti Tiina Mikkola Mari Lampinen Sanna-Leena Perunka              |

(¹ Olena Zubrilovová reprezentuje Bělorusko od roku 2002)